# Speikboden (Zillertaler Alpen)

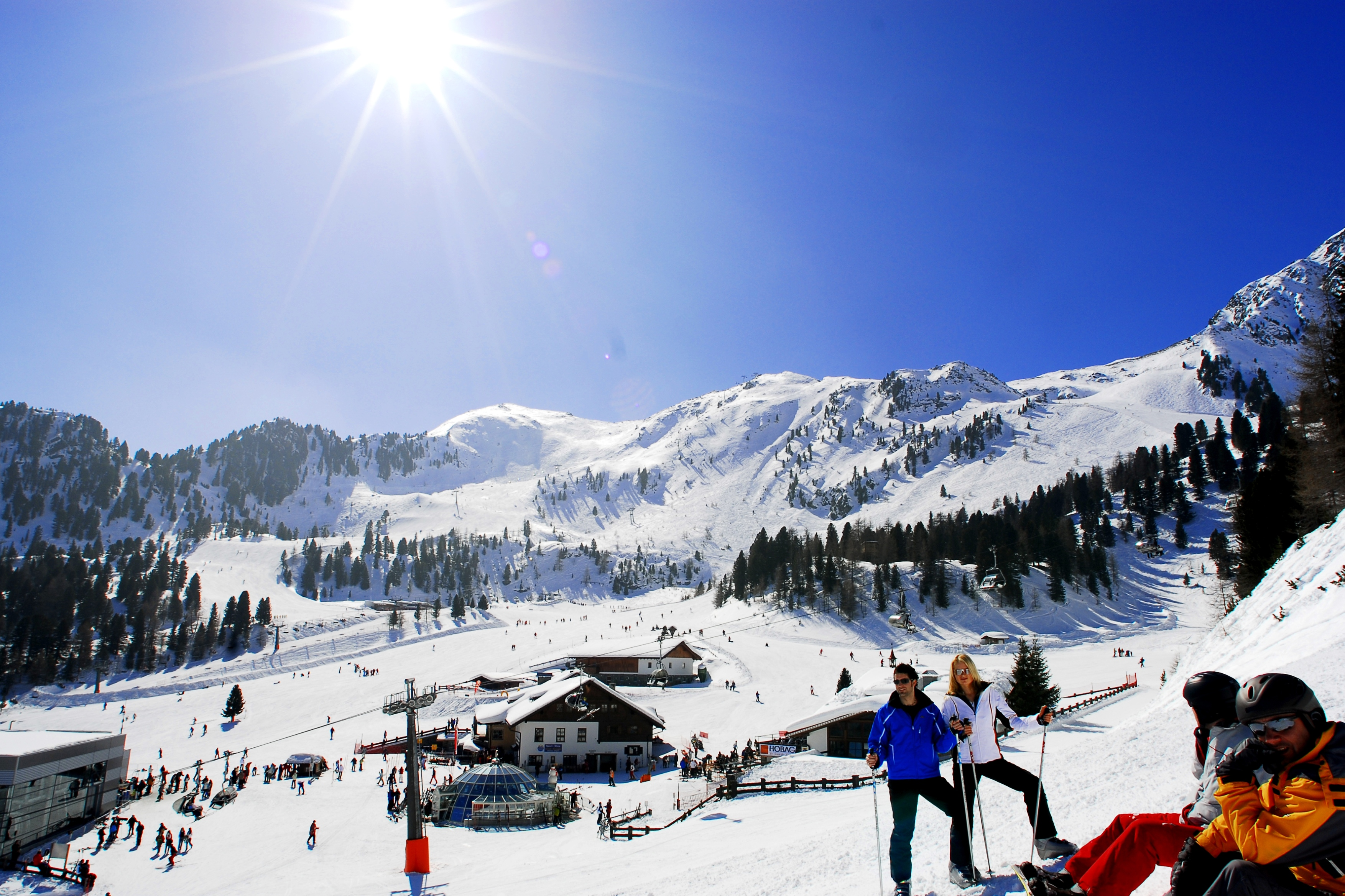
Speikboden Alm

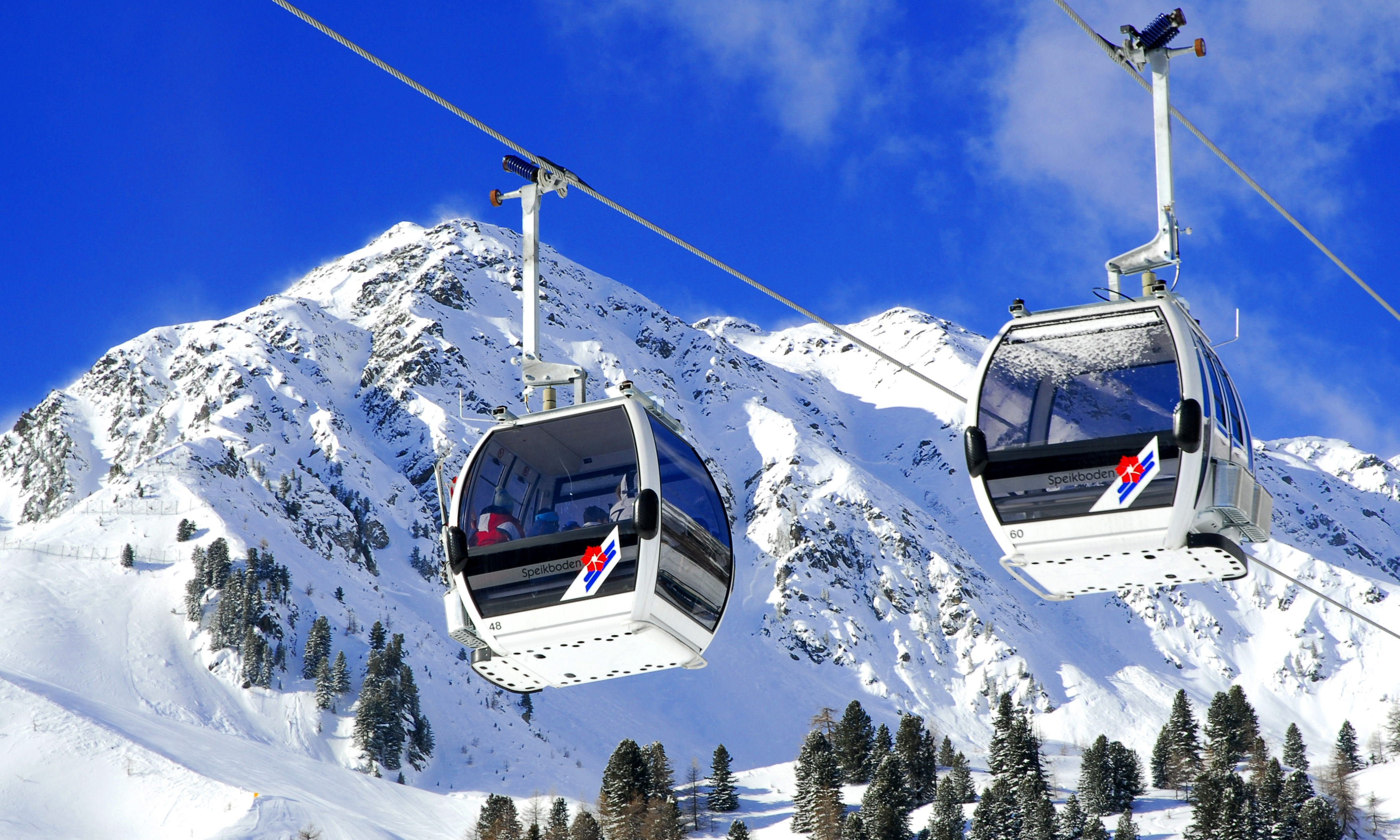
Kabinenbahn Speikboden

Der Speikboden ist ein zwischen Weißenbachtal, Mühlwalder Tal und Ahrntal liegender Gebirgsstock in den Zentralalpen. Er stellt den östlichen Endpunkt des Mühlwalder Kamms dar, eines Teils der Zillertaler Alpen. Der höchste Punkt erreicht eine Höhe von 2517 m und heißt ebenfalls Speikboden.
Weitere benannte Gipfel des Massivs sind der Seewassernock (2434 m), der Große Nock (2400 m), der Kleine Nock (2227 m) und der Gornerberg (2475 m). Zur Entstehung des Namens Speikboden gibt es zwei Theorien: einerseits könnte er auf den hier häufig auftretenden Speik zurückzuführen sein, andererseits auf speckige (=sumpfige) Wiesen im Bereich der Michlreiser Alm.
Zu den Talorten gehören: Lappach, Luttach, Mühlwald, Sand in Taufers, St. Johann und Weißenbach.

## Ski- und Wandergebiet

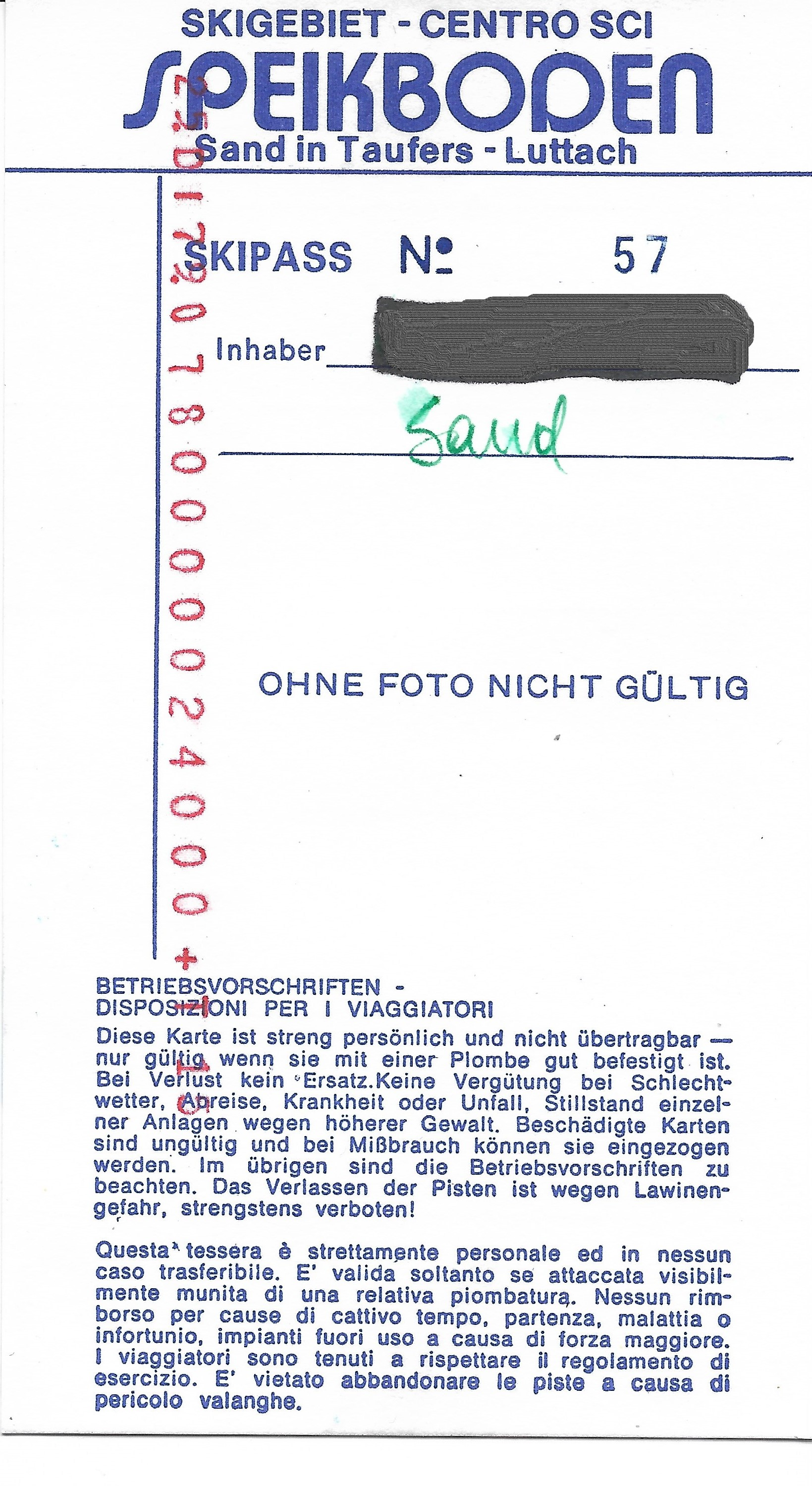
Jahresskipass des Skigebiets Speikboden von 1979

Auf dem Speikboden erstreckt sich ein ausgedehntes, gleichnamiges Skigebiet mit Abfahrten bis nach Drittelsand im äußersten Ahrntal. Ursprünglich trug das in den frühen 1970er-Jahren von heimischen Investoren und mit bayerischer Unterstützung (Bernhard Glück) errichtete und mehrfach erweiterte Skigebiet den Doppelnamen Michlreis-Speikboden (nach dem unteren Abschnitt des Ressorts).
Das Skigebiet unterteilt sich grob in zwei Abschnitte. Der erste Abschnitt ist die mittelschwere (rote) Talabfahrt namens Michl. Von der Bergstation der Kabinenbahn Speikboden führt sie über die Fraktion Michlreis bis ins Tal (Drittelsand). Die gesamte Talabfahrt ist 7 Kilometer lang.
Im oberen Abschnitt, einem Kessel, der „Speikboden Alm“ genannt wird, lassen sich vier rote Pisten, zwei blaue und drei schwarze Pisten befahren, welche mit kuppelbaren Sesselliften und Kabinenbahnen zu erreichen sind. Dieser obere Abschnitt ist gerade für Skianfänger und Familien ein geeignetes Gebiet, denn man hat eine übersichtliche Auswahl an gut präparierten Pisten. Insgesamt gibt es 40 Kilometer Pisten.
An der Talstation gibt es außerdem einen Anfängerhügel mit zwei Förderbändern (Zauberteppiche), auf dem die skitechnischen Grundlagen erlernt werden können.
Auch im Sommer sind die Liftanlagen geöffnet. Der Speikboden verfügt über ein ausgedehntes und sehr gut gepflegtes Wegenetz. Weiters gibt es zwei Klettersteige (Schwierigkeiten B/C und A).

### Aufstiegsanlagen
| Art                    | Titel               | Förderleistung | Länge  | Höhendifferenz |
| ---------------------- | ------------------- | -------------- | ------ | -------------- |
| Kabinenbahn            | Speikboden          | 2.400 P/h      | 2900 m | 1008 m         |
| Kuppelbarer Sessellift | Seenock             | 2.400 P/h      | 1200 m | 300 m          |
| Kuppelbarer Sessellift | Bernhard Glück      | 1.640 P/h      | 1200 m | 360 m          |
| Kuppelbarer Sessellift | Sonnklar            | 1.500 P/h      | 900 m  | 400 m          |
| Kabinenbahn            | Alm-Express         | 2.400 P/h      | 660 m  | 150 m          |
| Förderband             | Tottomandl          | 1.000 P/h      | 220 m  | 40 m           |
| Förderband             | Family Funpark Toni | 1.000 P/h      | 120 m  | 21 m           |
| Förderband             | Family Funpark Leni | 1.000 P/h      | 72 m   | 12 m           |

### Snowpark
Am Rand der Seenock-Piste befindet sich ein 400 Meter langer Snowpark mit Sprüngen und Rails aller Schwierigkeitsstufen.

### Rodelbahnen
Zwei Rodelbahnen starten bei der Bergstation der Kabinenbahn Speikboden. Eine führt nach Weißenbach, die andere nach Luttach, von wo der kostenlose Skibus die Rodelfahrer zurück zur Talstation Speikboden bringt.

### Paragleiten, Gleitschirmfliegen, Drachenfliegen
Der Speikboden wurde bei den Streckenfliegern durch Kurt Eder bekannt. Der Südtiroler verlässt selten seine Heimat und ist regelmäßig in der XC-Weltweitwertung auf dem Treppchen. Das zeigt das Potenzial des Gebietes auf. Der Speikboden ist sowohl für Einsteiger als auch für erfahrene Piloten ein hervorragendes Streckenfluggebiet, geflogen werden kann das ganze Jahr über, die besten Voraussetzungen findet man jedoch von Juni bis September. Ein weites Panorama erstreckt sich von den Startplätzen, im Süden kann man sogar bis in die zentralen Dolomiten schauen. Der Speikboden liegt gleich südlich des Zillertaler Alpenhauptkamms. Er ist dadurch schlecht vor Nordwind geschützt; bläst dieser zu stark, wird besser nicht geflogen. Das dahinter liegende hohe imposante Durreckmassiv schützt den Startplatz aber vor mäßigem Nordwind.

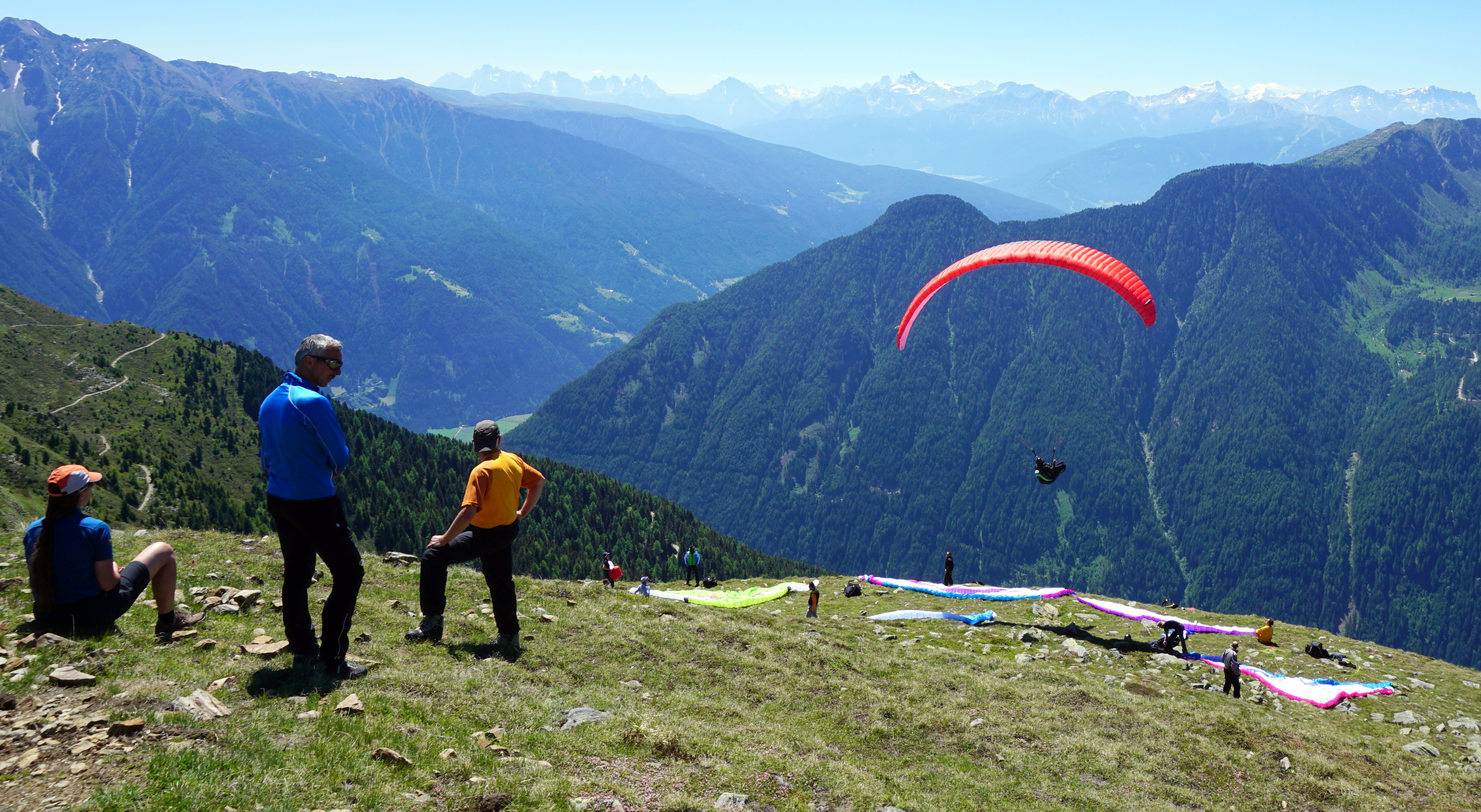
Startplatz für Gleitschirmflieger am Speikboden
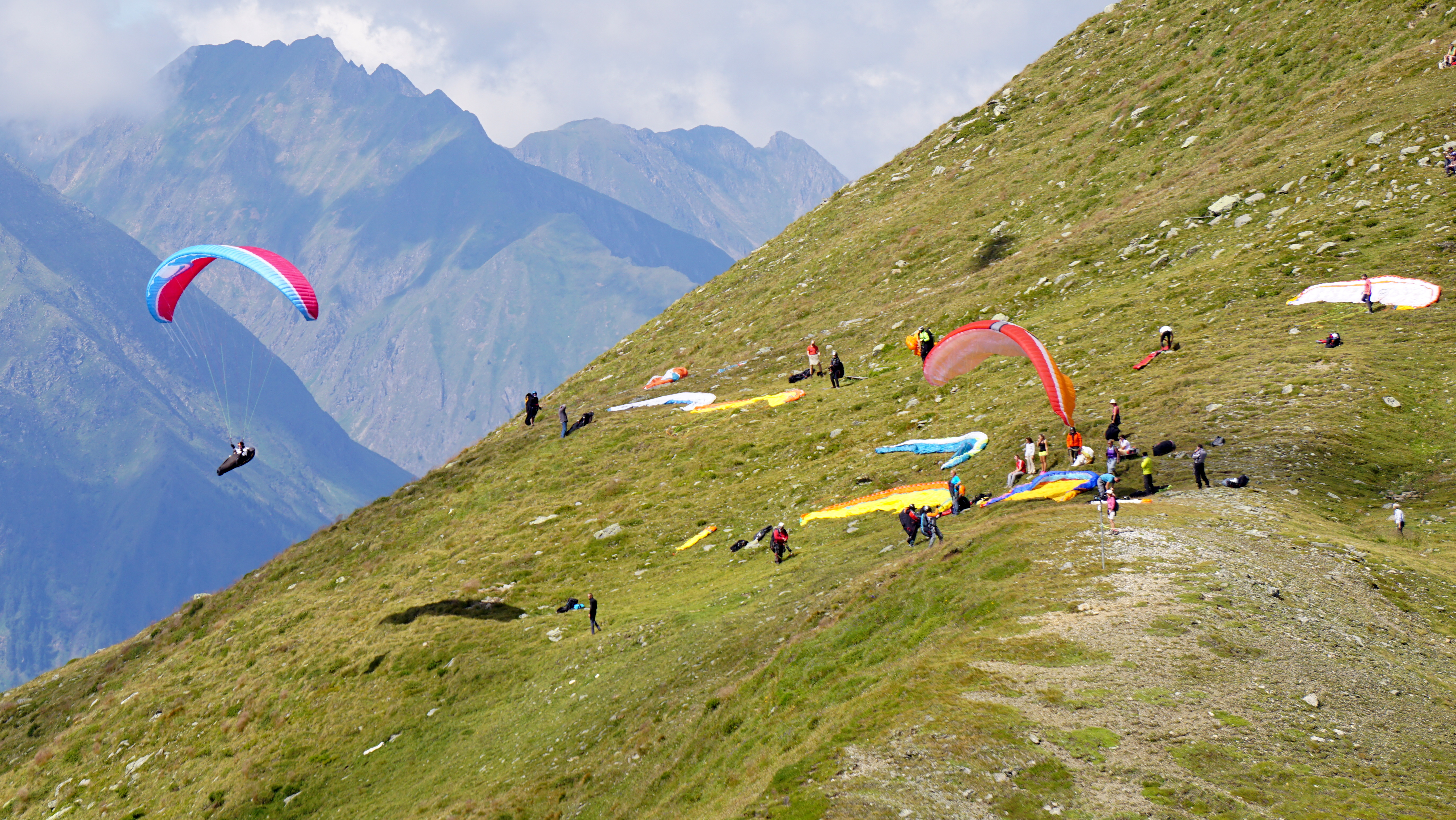
Startplatz für Gleitschirmflieger am Speikboden
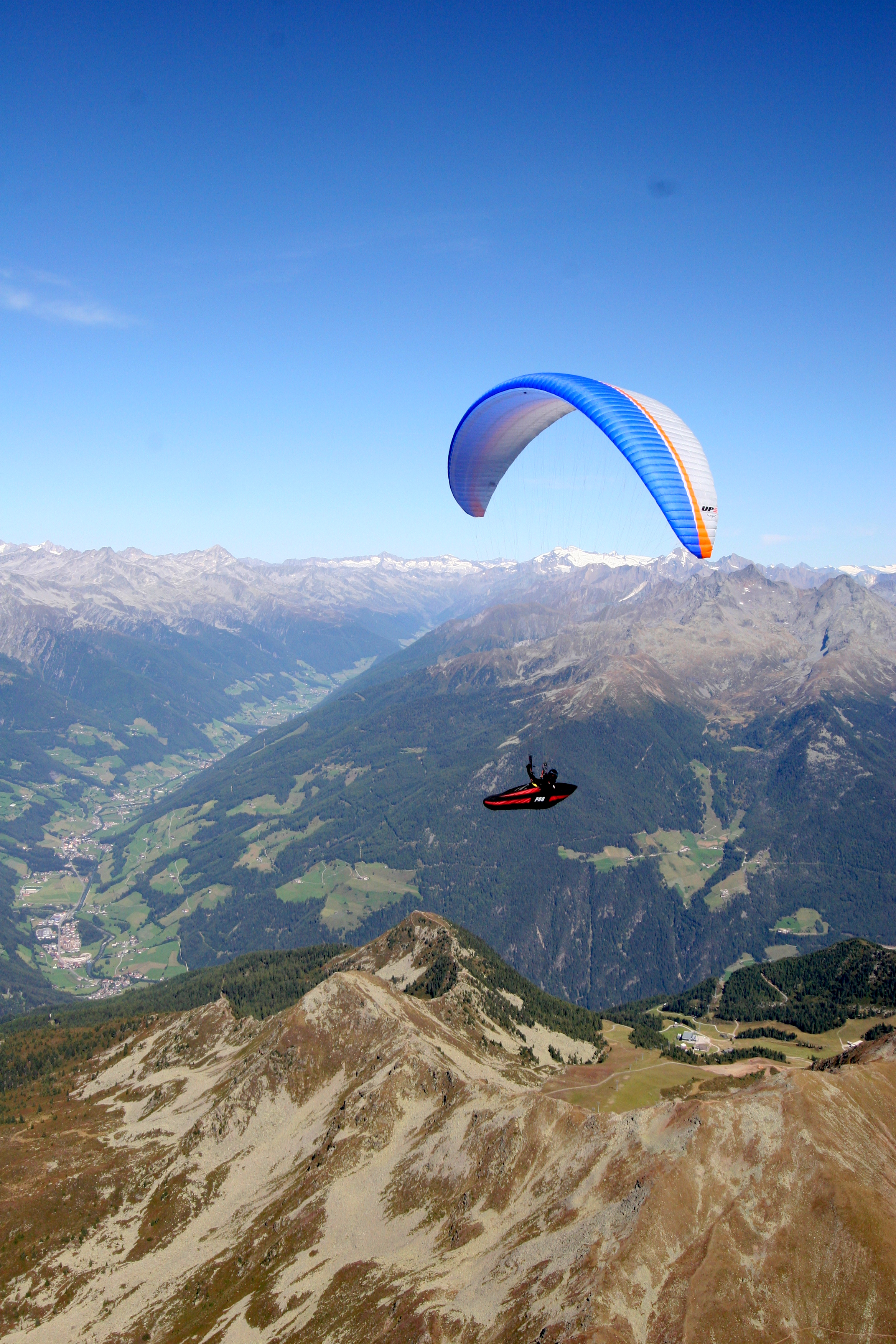
Gleitschirmfliegen am Speikboden
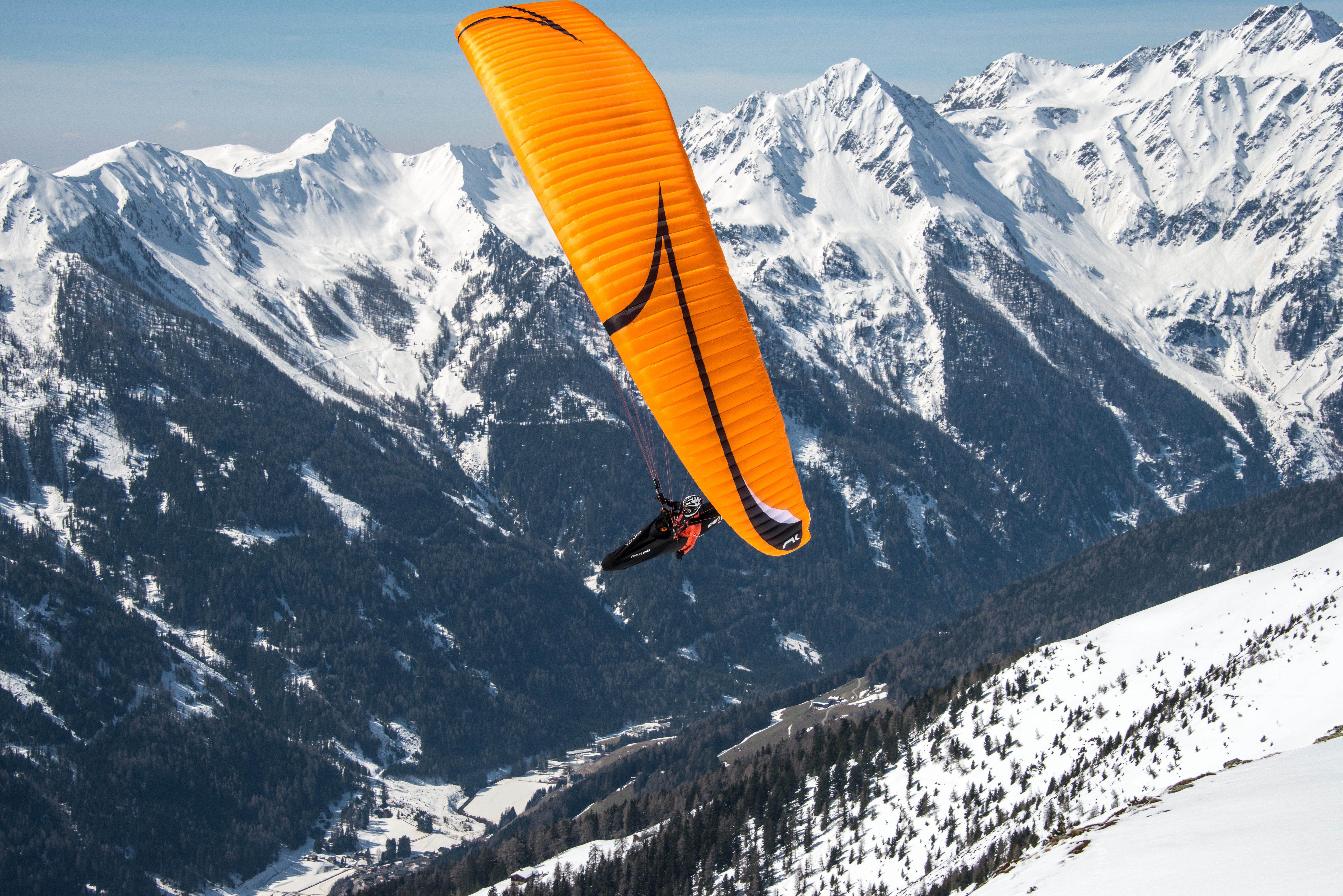
Gleitschirmfliegen am Speikboden
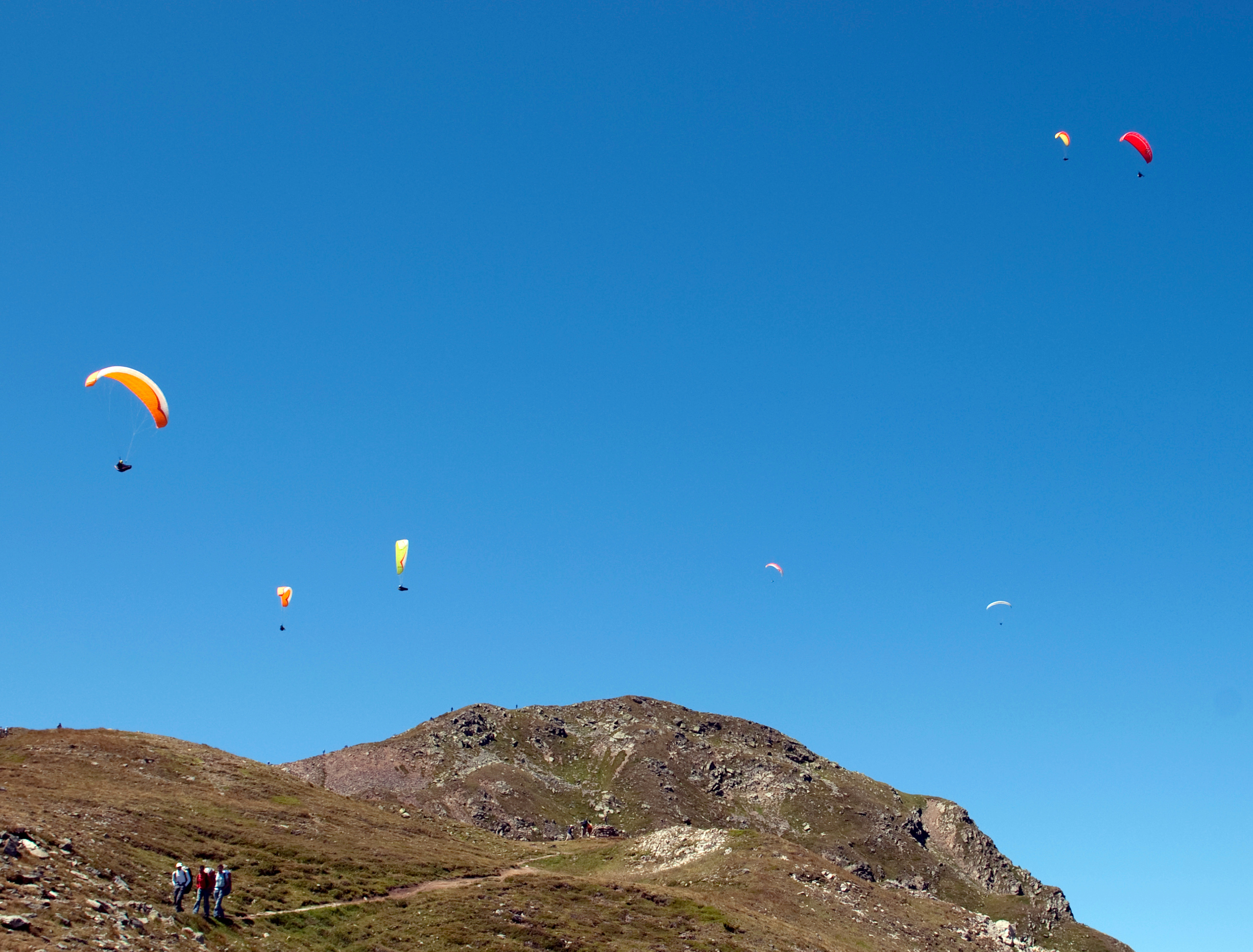
Gleitschirmfliegen am Speikboden
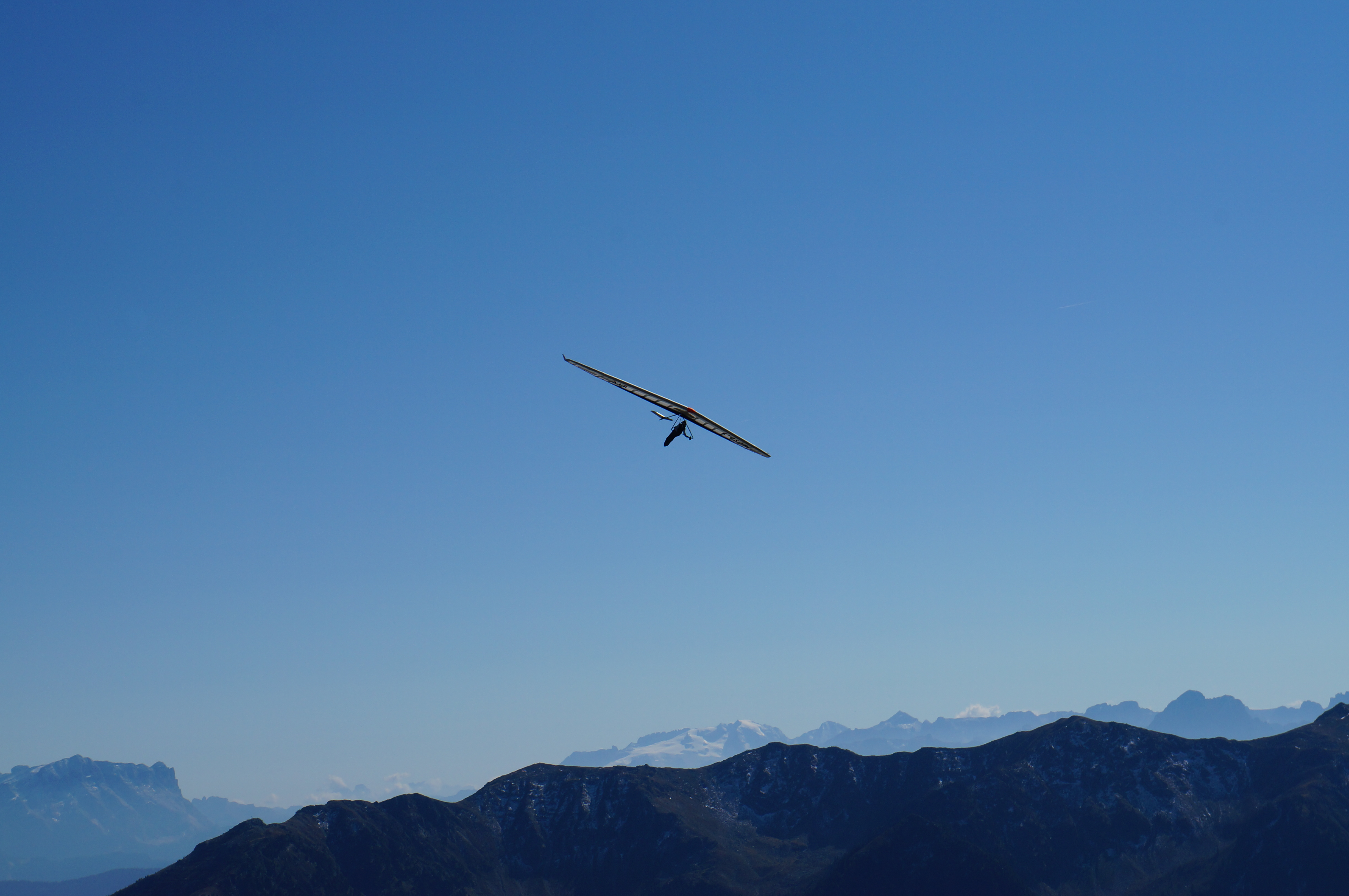
Drachenfliegen am Speikboden

### Wandern
Bereits in den 70er Jahren des 19. Jahrhunderts wurde begonnen, den Speikboden als Wandergebiet zu erschließen. Die 1873 von Josef Daimer gegründete Sektion Sand in Taufers des Deutschen und Österreichischen Alpenvereins baute die Schutzhütte Sonklarhütte und den dazugehörigen Steig „Herrenweg“ (der im Jahre 1903 zu Ehren Josef Daimer in Daimerweg umbenannt wurde). Auch die Errichtung der Chemnitzer Hütte durch die Sektion Chemnitz des Deutschen und Österreichischen Alpenvereins im Jahre 1895 war der Initiative und Tatkraft von Josef Daimer zu verdanken. Im Jahre 1906 wurde der Höhenweg „Kellerbauerweg“ gebaut, um die zwei Hütten Sonklarhütte und Chemnitzer Hütte miteinander zu verbinden.
Ab den 1990er-Jahren wird auf Basis des Daimer- und Kellerbauerweges wieder verstärkt an der Verbesserung und am Ausbau des Wegenetzes gearbeitet. Ein Prozess, der bis heute anhält. Mittlerweile gibt es am Speikboden ein Wegenetz von über 90 Kilometern Länge, welches von den Mitarbeitern der Liftgesellschaft instand gehalten und erweitert wird.

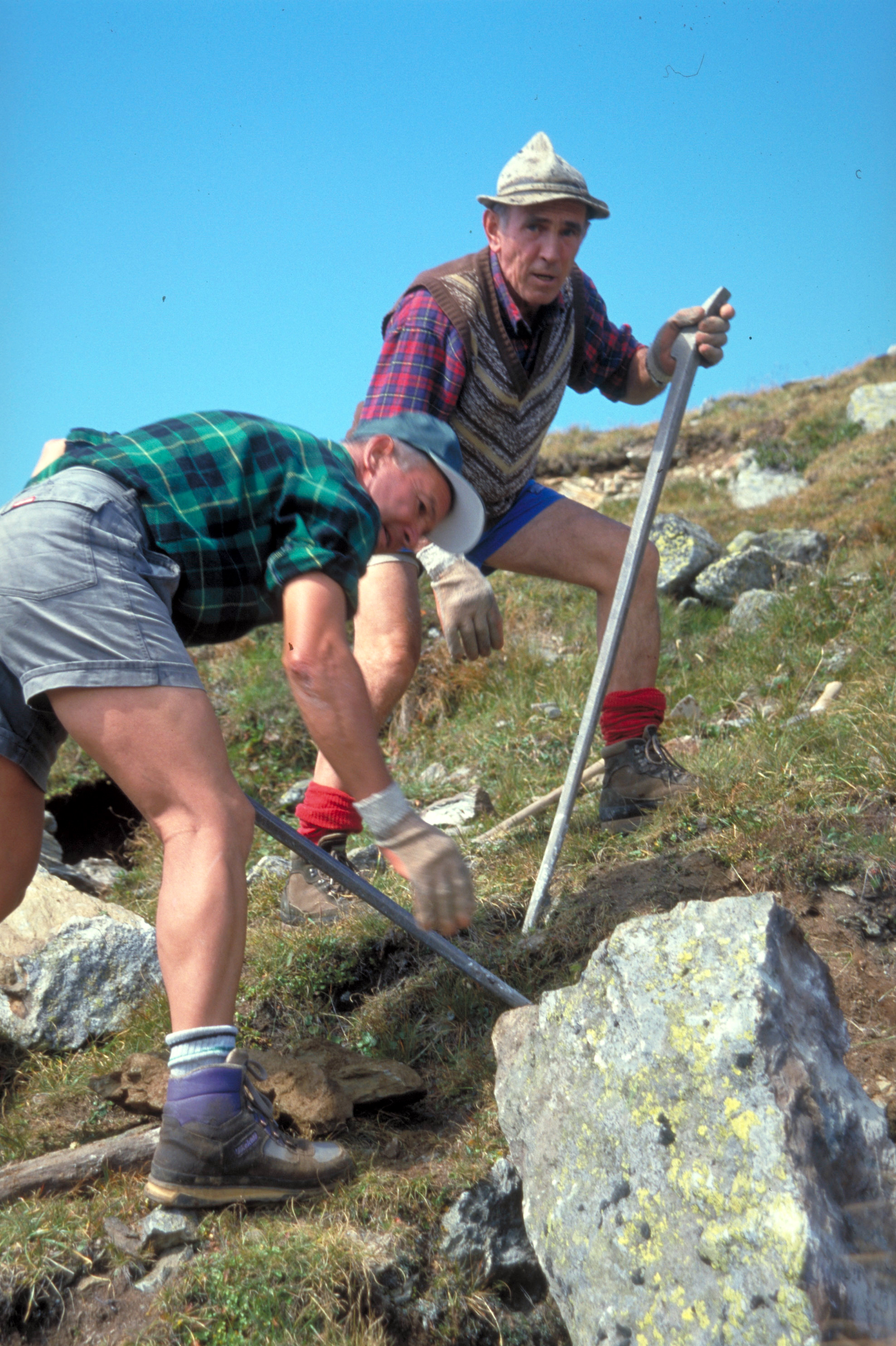
Wegebau am Speikboden Ende der 1990er Jahre und Anfang der 2000er Jahre
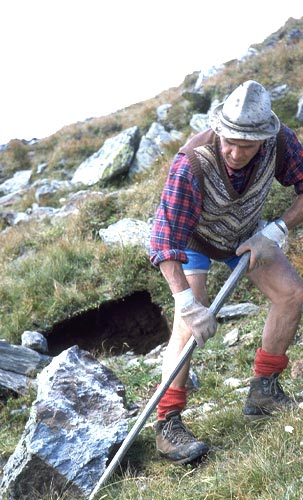
Wegebau am Speikboden Ende der 1990er Jahre und Anfang der 2000er Jahre
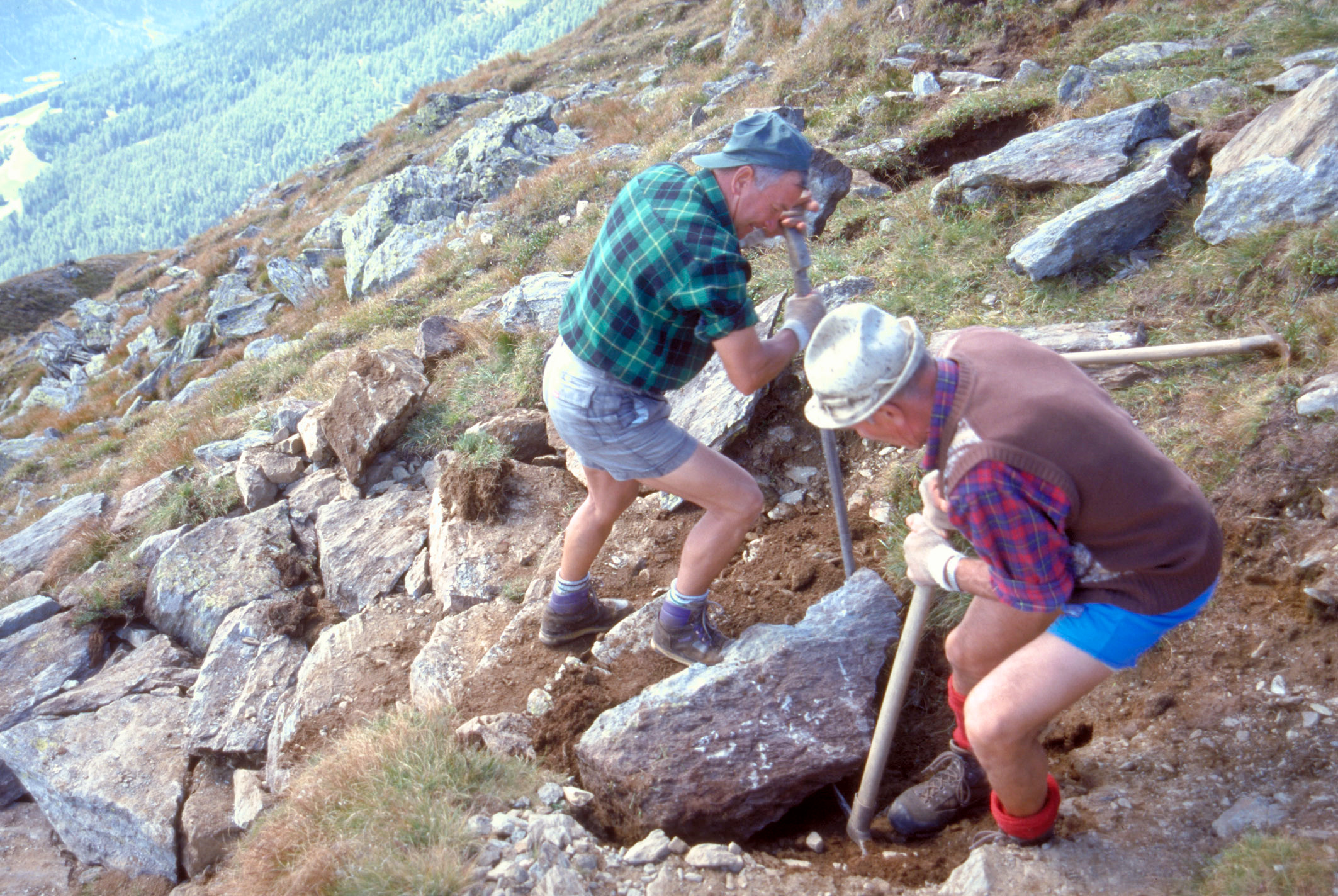
Wegebau am Speikboden Ende der 1990er Jahre und Anfang der 2000er Jahre
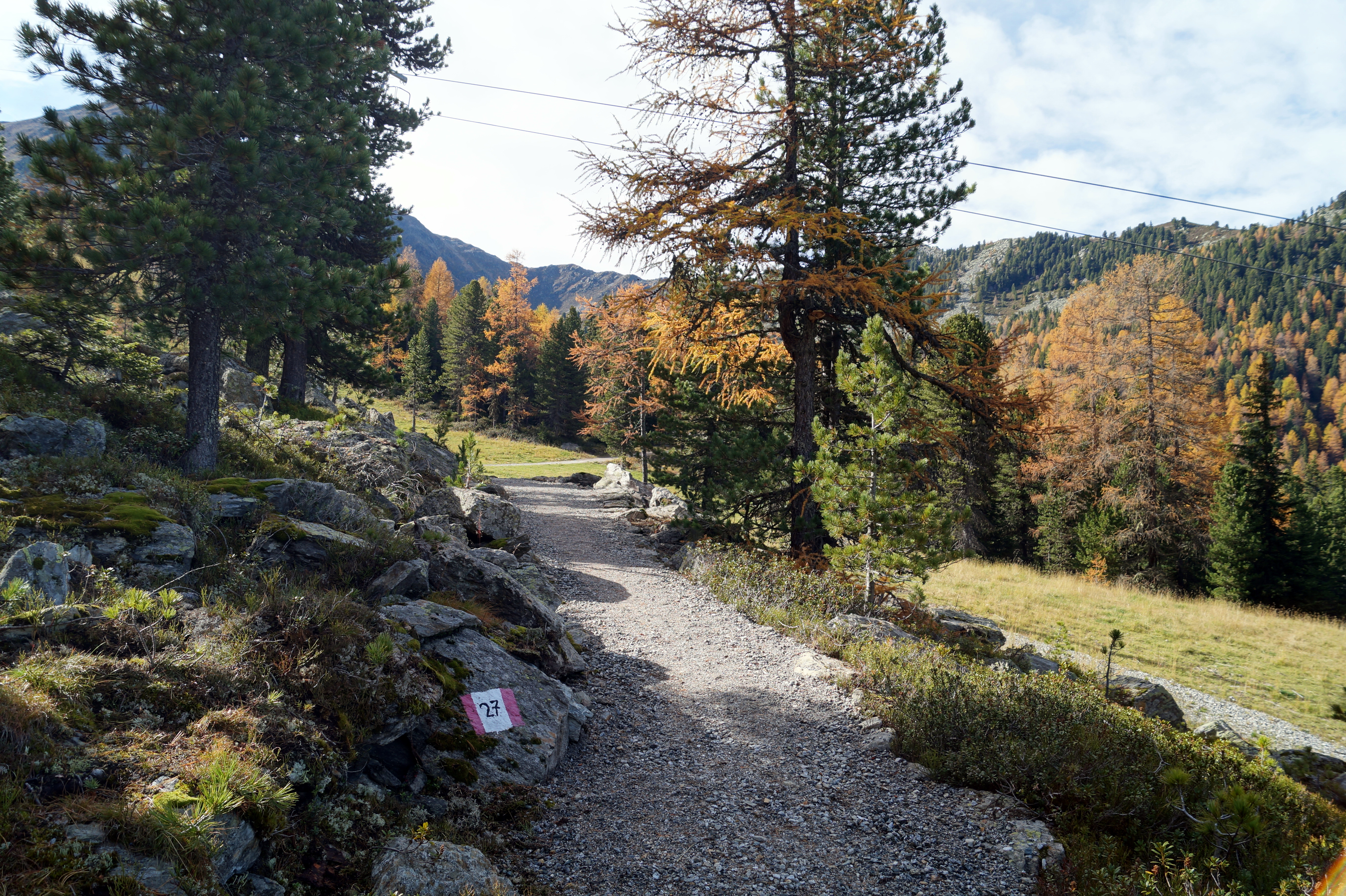
Wanderwege am Speikboden
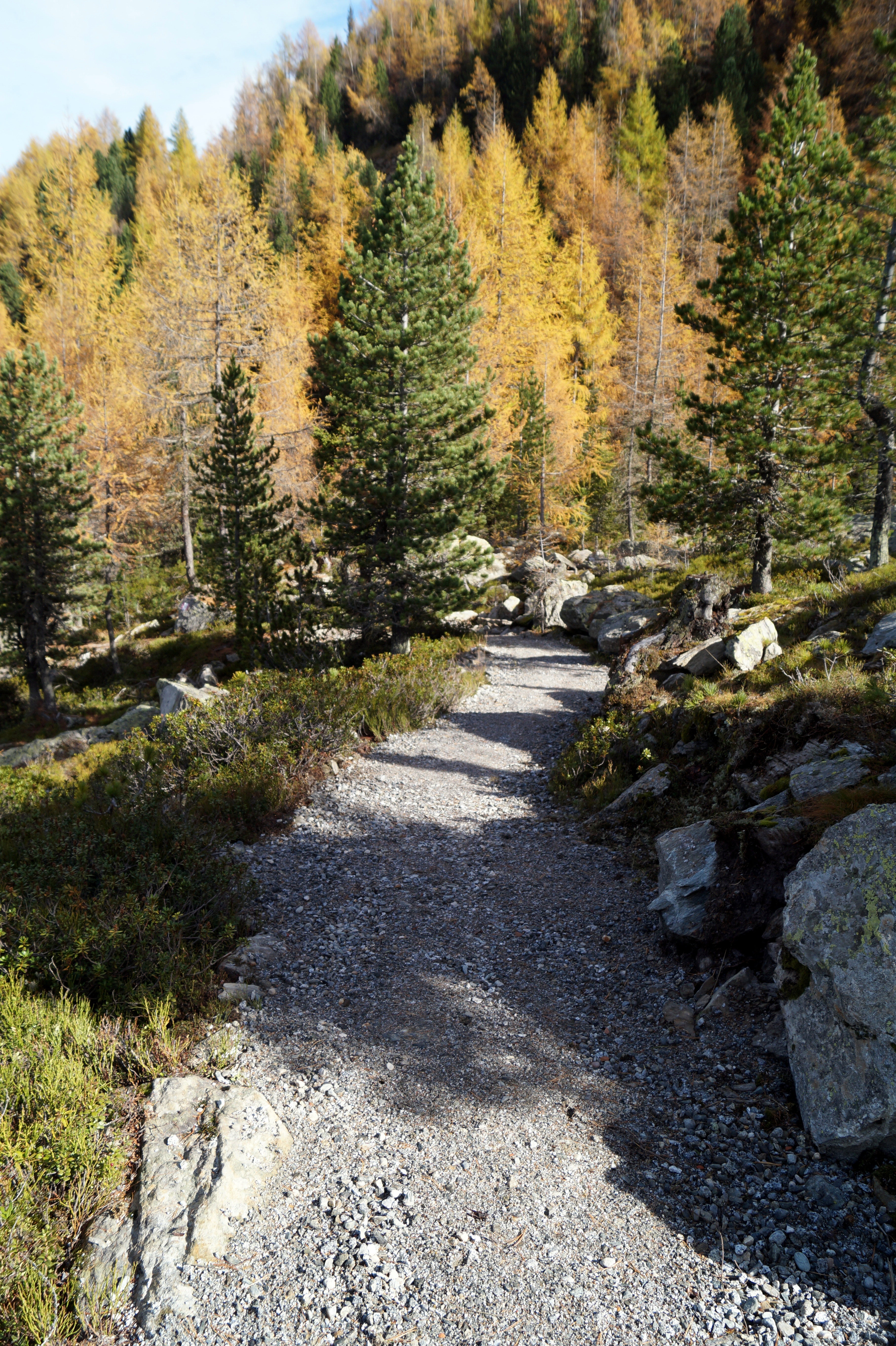
Wanderwege am Speikboden
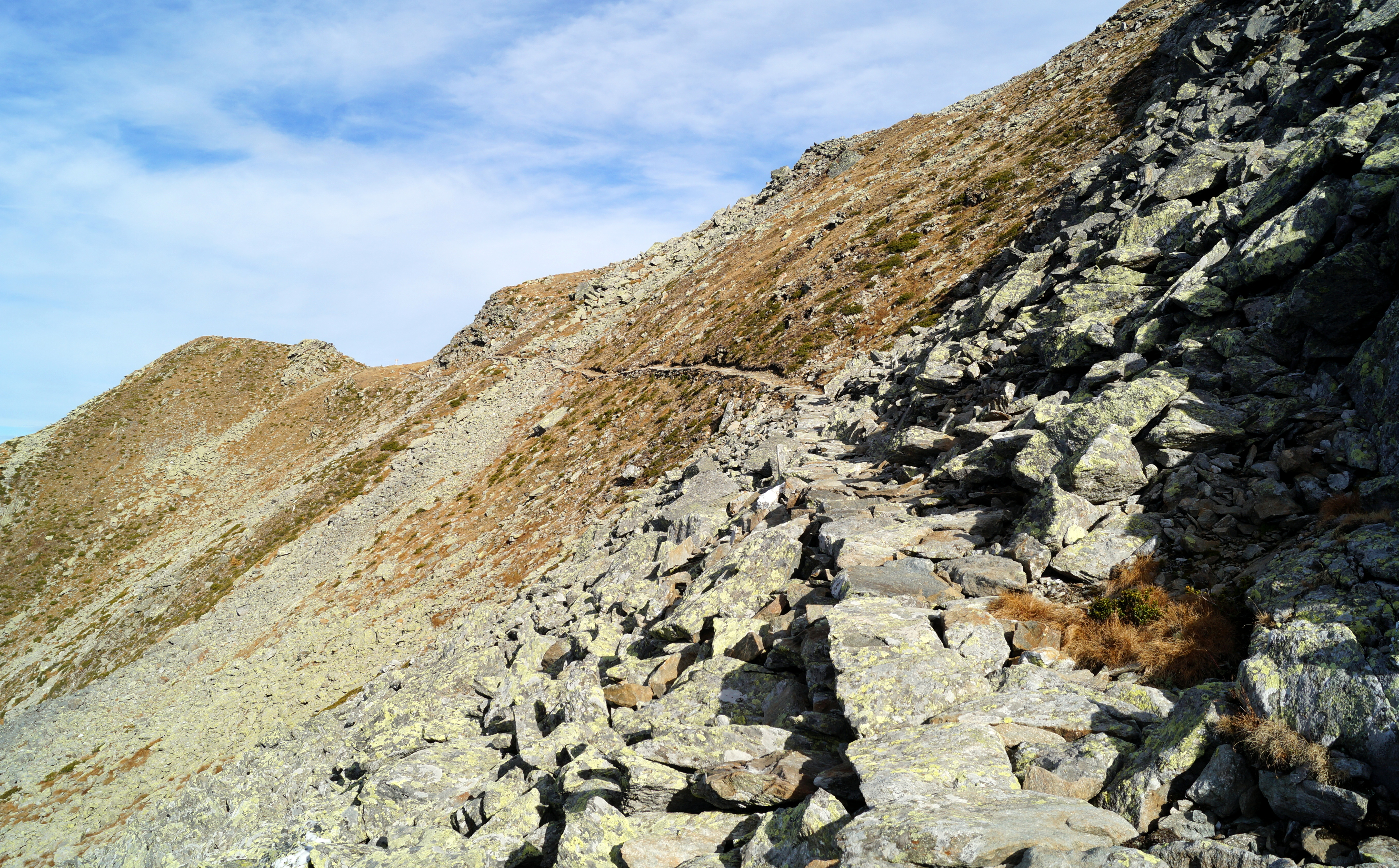
Wanderwege am Speikboden
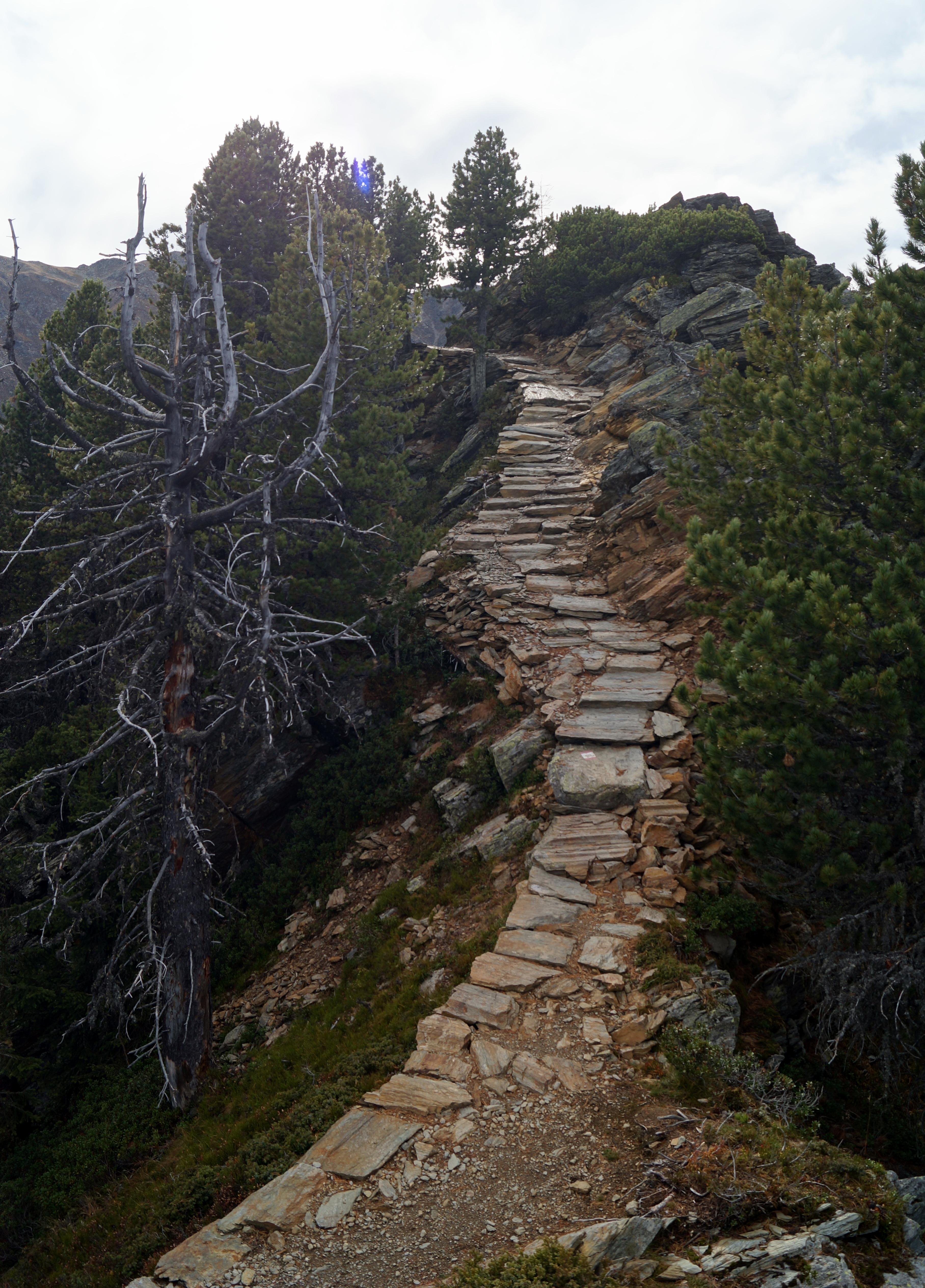
Wanderwege am Speikboden
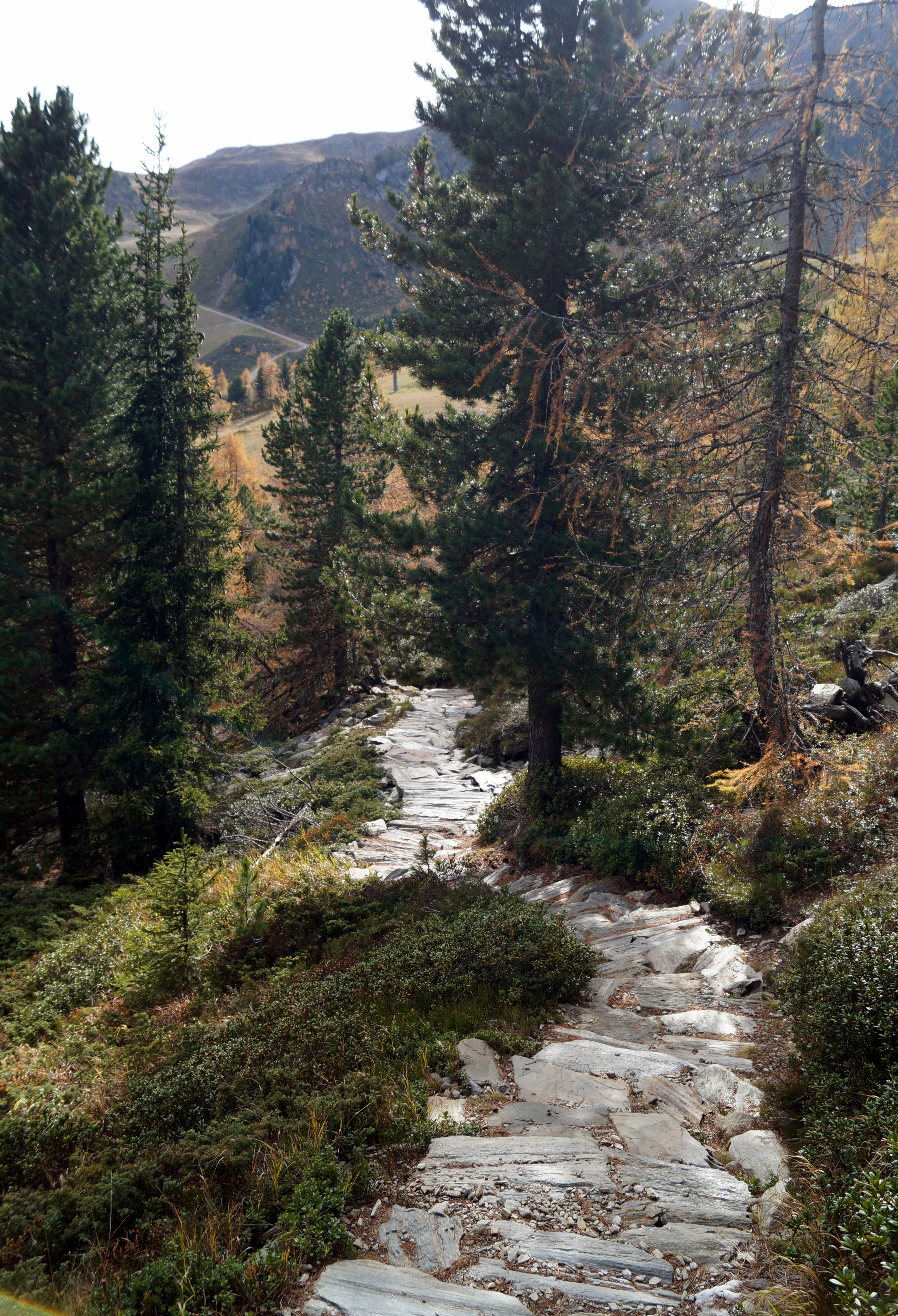
Wanderwege am Speikboden

Sonklarhütte
Südlich des Gipfels auf einer Höhe von 2420 m stand die 1876 von der damaligen Sektion Sand in Taufers des Deutschen und Österreichischen Alpenvereins errichtete und nach Carl Sonklar benannte Sonklarhütte. Die Hütte wurde in nur wenigen Wochen errichtet und war eine der ersten Hütten in Südtirol. Anfangs bot sie nur 10 Übernachtungsmöglichkeiten, sodass bereits 1899 eine größere Hütte gebaut werden musste. Im Ersten Weltkrieg wurde die Hütte nicht bewirtschaftet und verfiel nach Kriegsende. Eine 1926 geplante Instandsetzung durch den neuen Eigentümer, die Sektion Bruneck des CAI, wurde nicht umgesetzt.

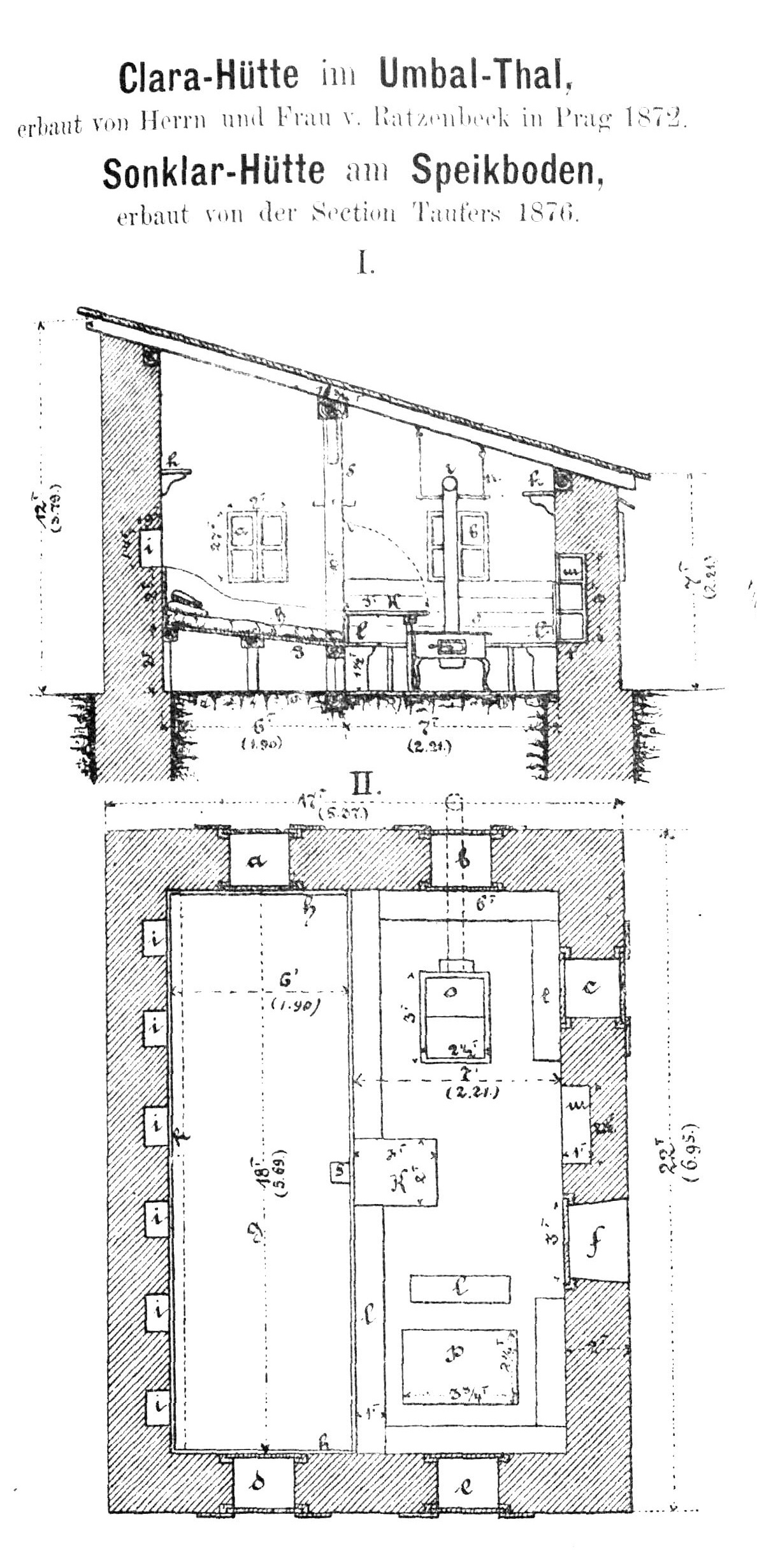
Entwurfszeichnung der Sonklarhütte von Johann Stüdl
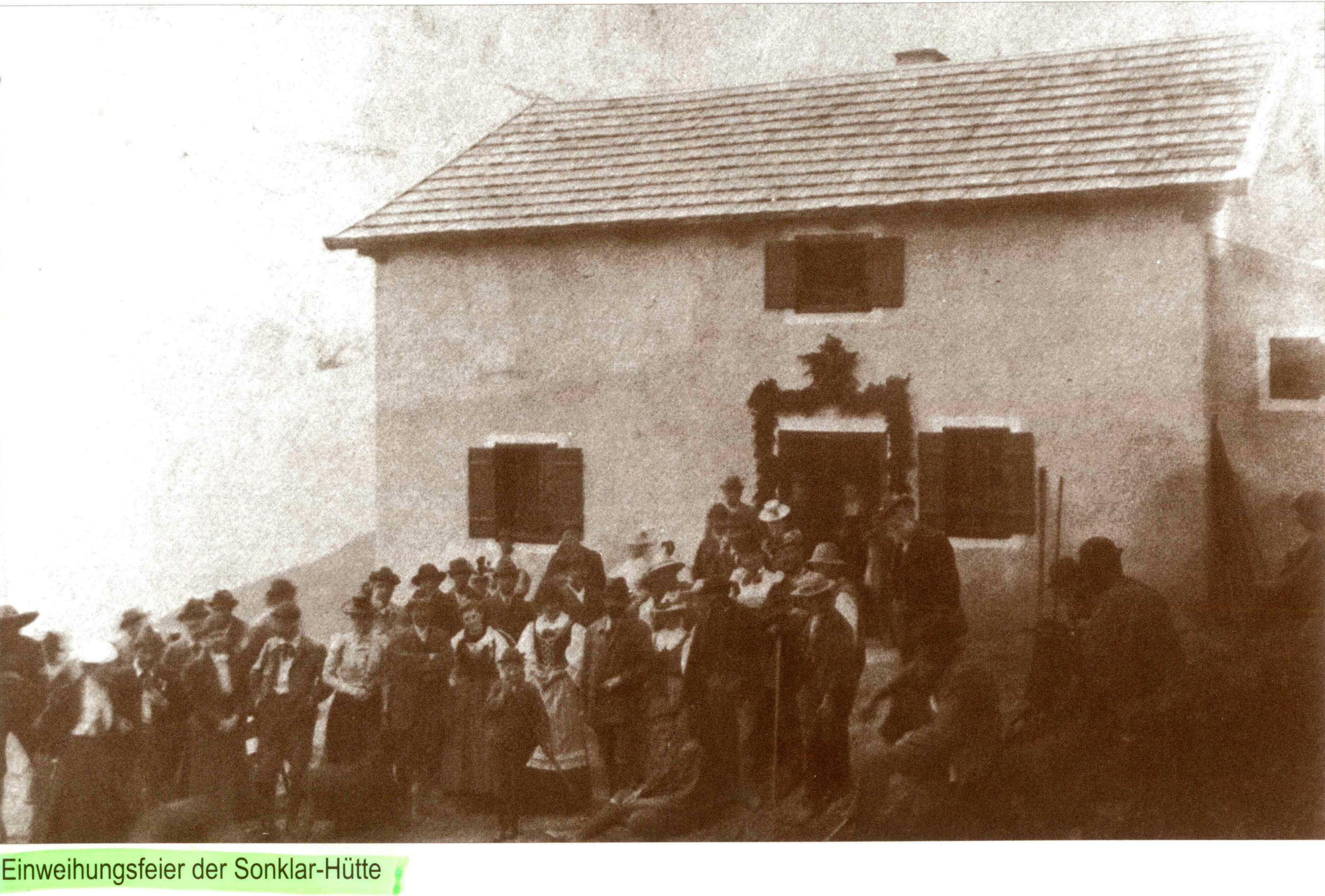
Bericht Einweihung Sonklarhütte
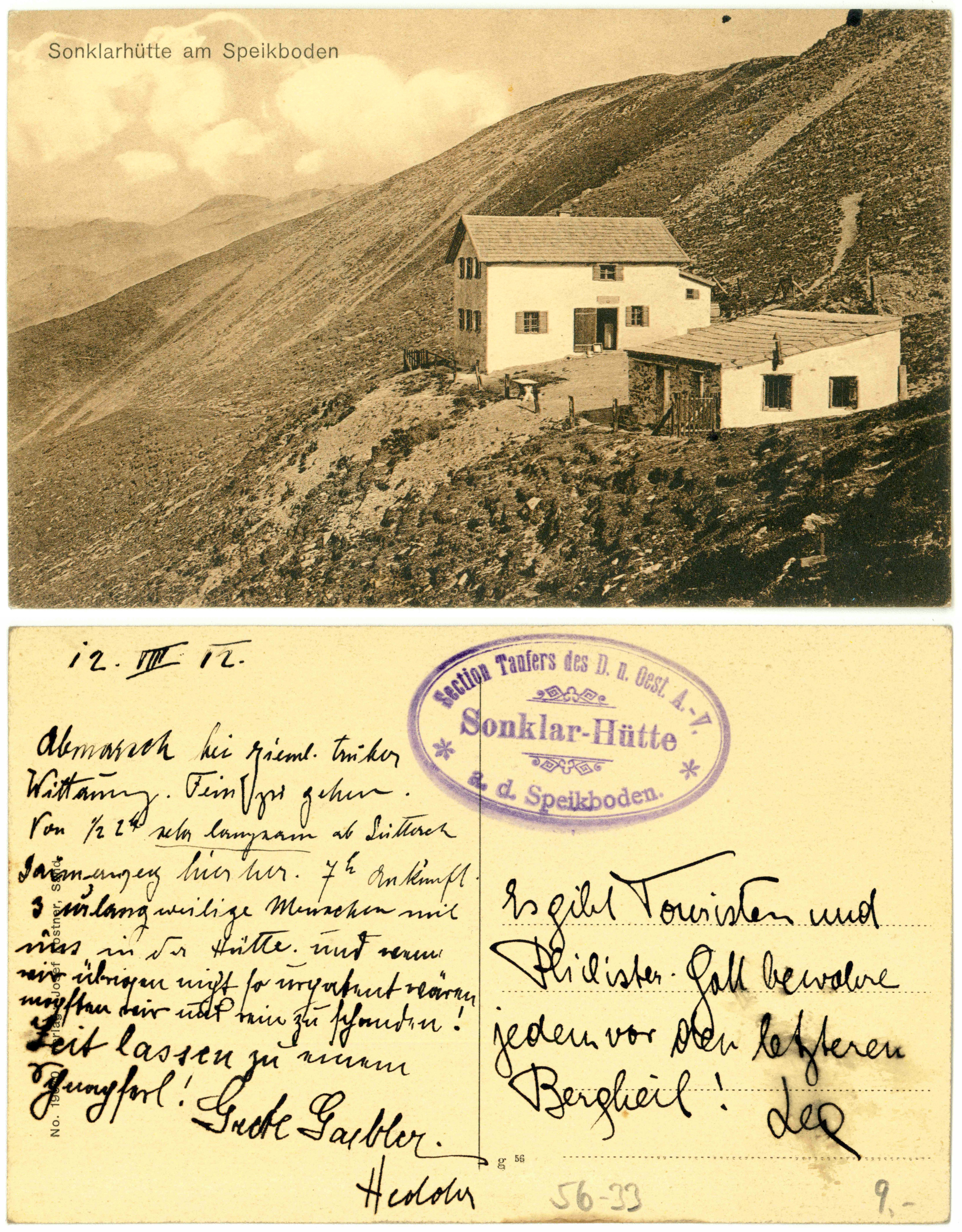
Die Sonklarhütte Speikboden auf einer alten Postkarte
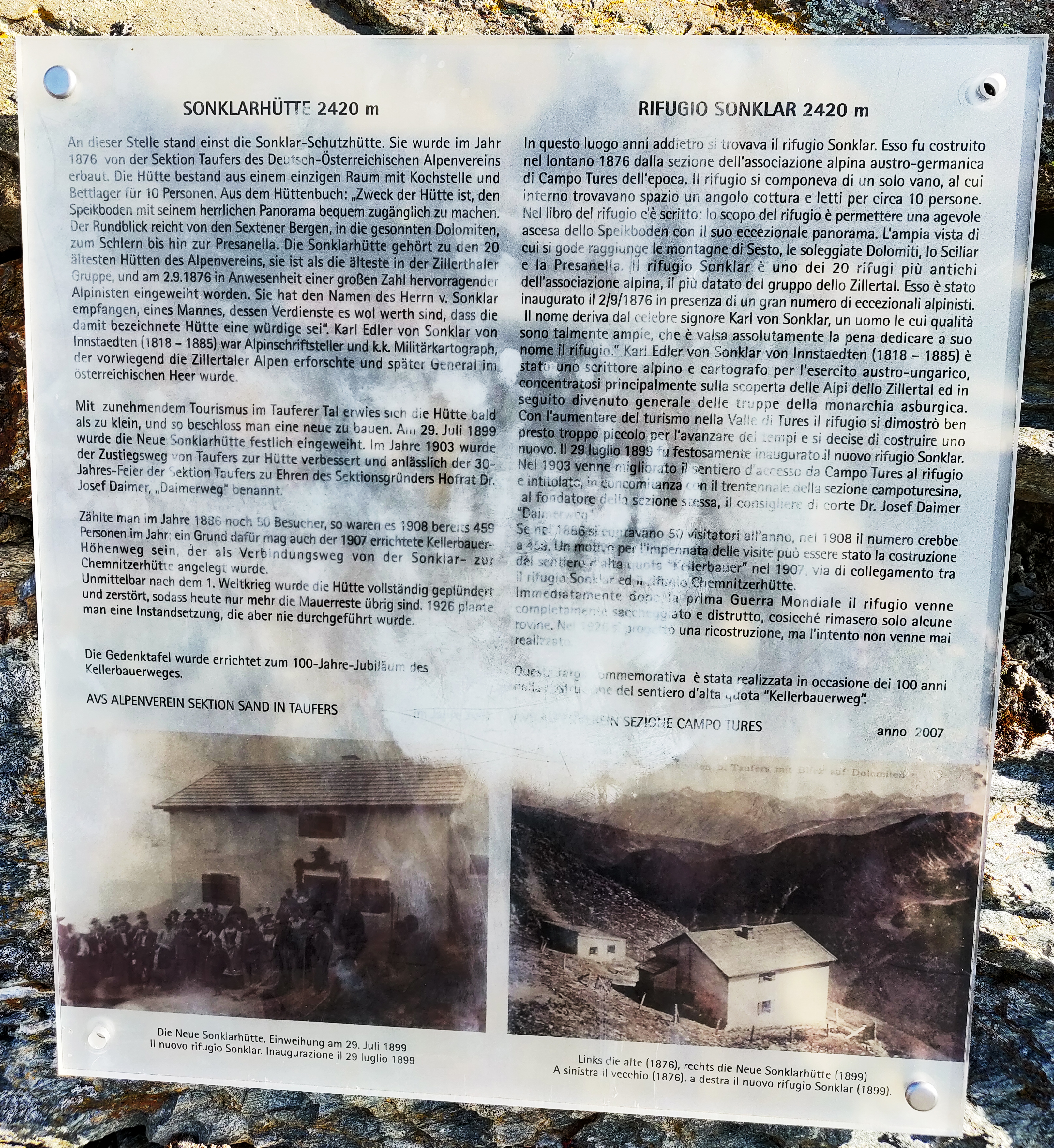
Schild bei den Ruinen der Sonklarhütte Speikboden

### Klettersteige

#### Klettersteig Speikboden
Der Klettersteig am Speikboden führt in mittlerer aber doch anspruchsvoller Schwierigkeit 350 Höhenmeter hinauf zum Speikbodenkreuz auf 2.517 m.
- Schwierigkeit: B/C (mäßig schwierig)
- Start/Ziel: Speikboden Alm auf 2.000 m, erreichbar mit der Kabinenbahn Speikboden
- Gesamter Aufstieg: 500 Höhenmeter | Gehzeit: 3 h
- Zustieg: 150 Höhenmeter | Gehzeit: 40 min
- Rückweg bis zur Station Speikboden Alm:
  - Über Weg Nr. 27 | Gehzeit ca. 1 h 30 min
  - Über Panoramaweg | Richtung Sonnklarnock: 3 h oder Richtung Großer Nock: 2 h
  - Mit Sessellift Sonnklar | Gehzeit: 30 min
- Zeitbedarf insgesamt: mind. 4 h
- Letzte Talfahrt Sessellift Sonnklar: 16.30 Uhr
- Letzte Talfahrt Kabinenbahn Speikboden: 17.00 Uhr
- Sicherungen: Stahlseil, Klemmen, Seilbrücke, Hängebrücke
- Beste Jahreszeit: Juni–Oktober
- Aussicht: Dolomiten, Rieserfernergruppe, Venedigergruppe, Zillertaler Alpen
- Ausrüstung: Klettergurt, Klettersteigset, Helm, festes Schuhwerk (Leihausrüstung bei der Station Speikboden Alm erhältlich)

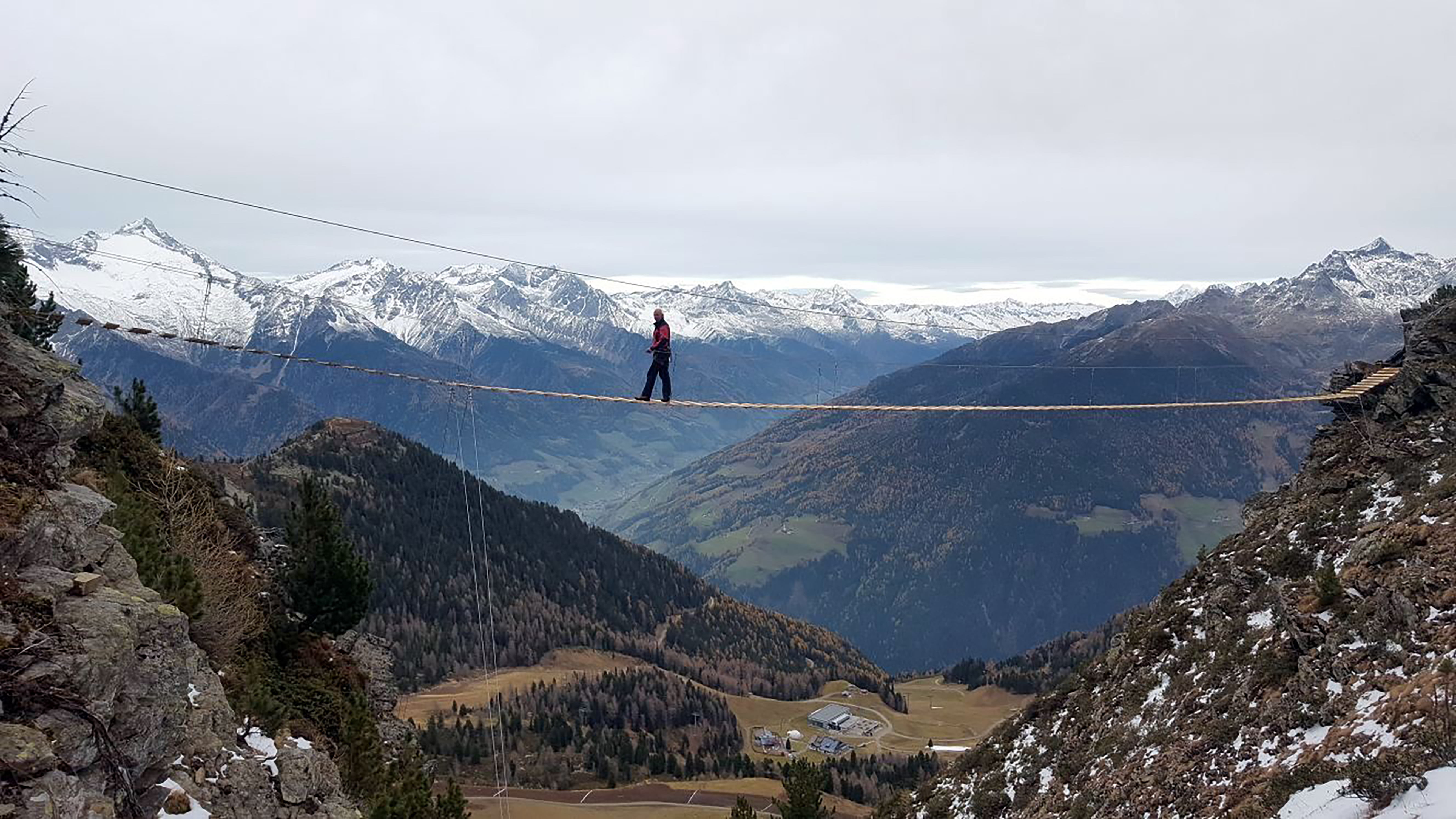
Klettersteig
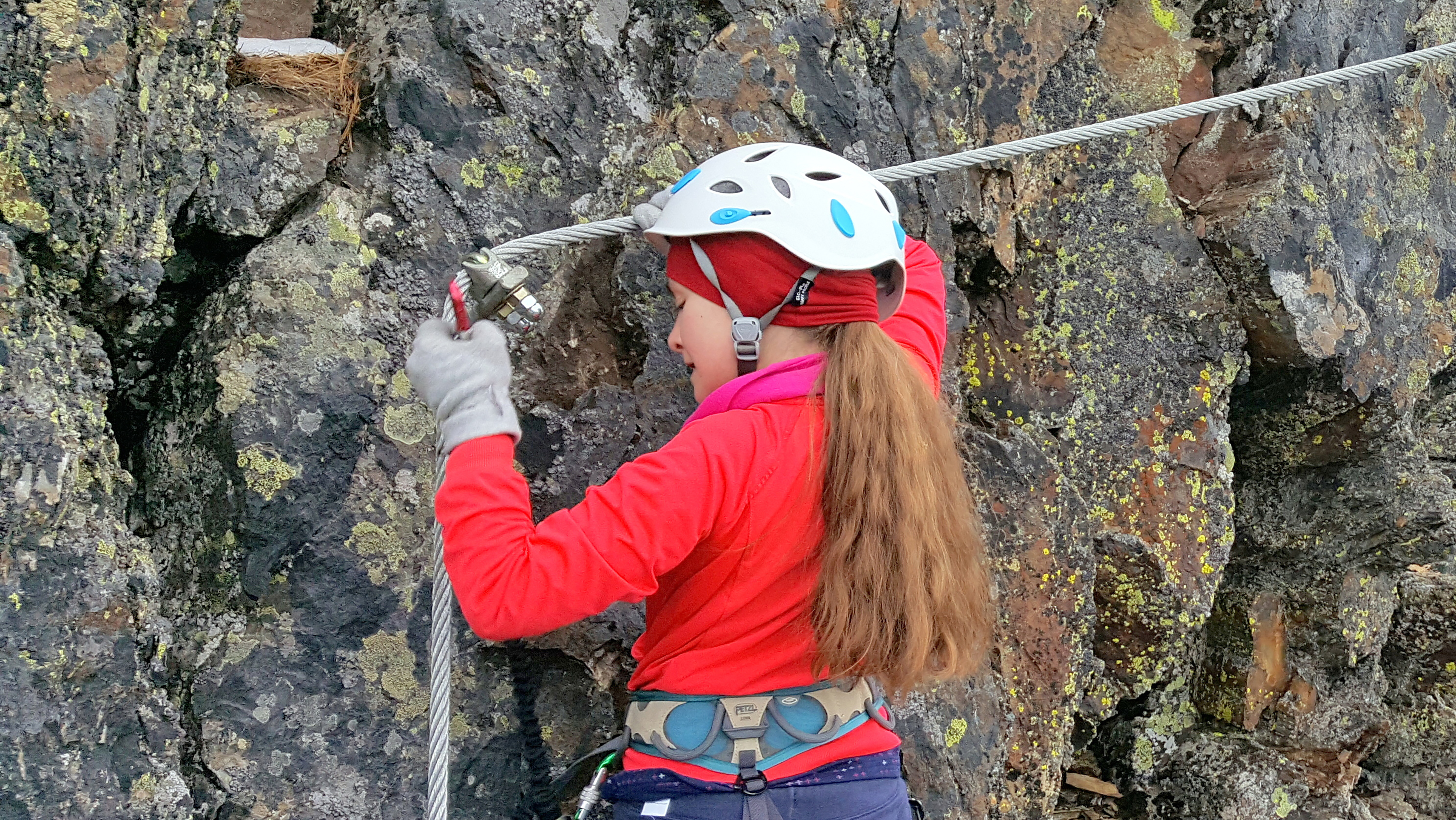
Klettersteig
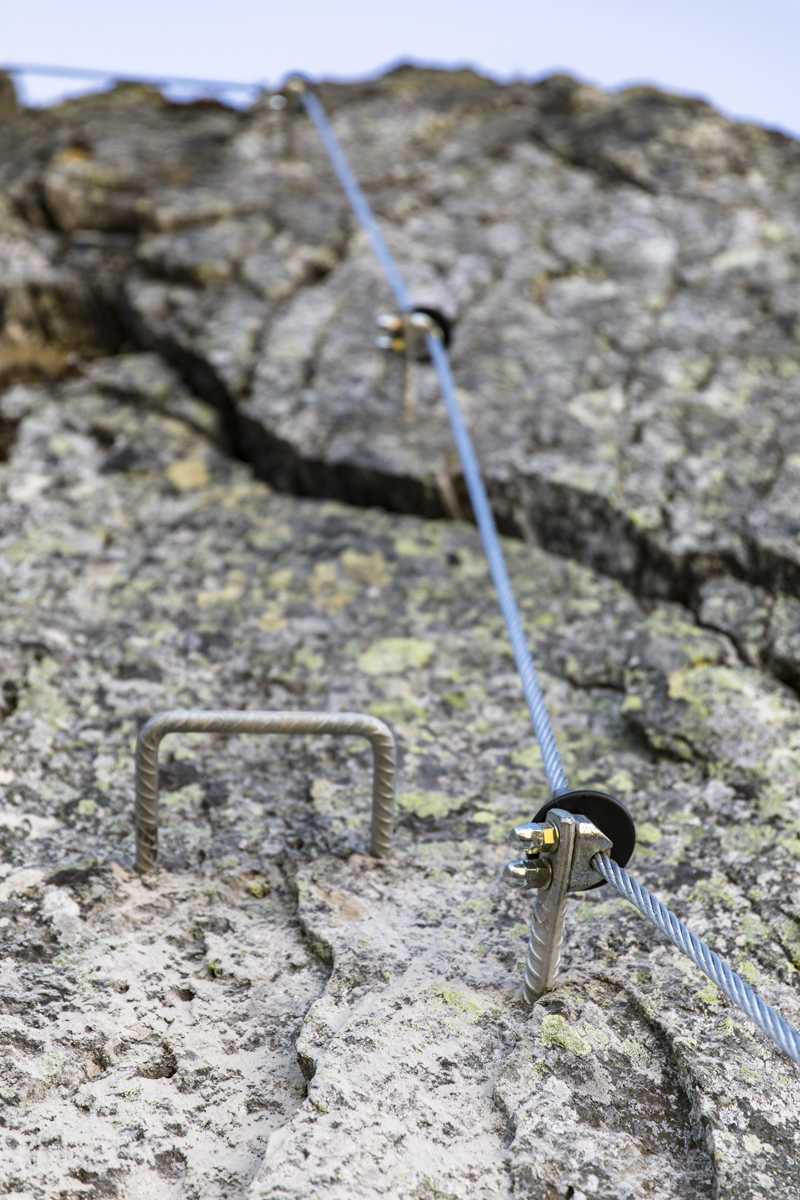
Klettersteig
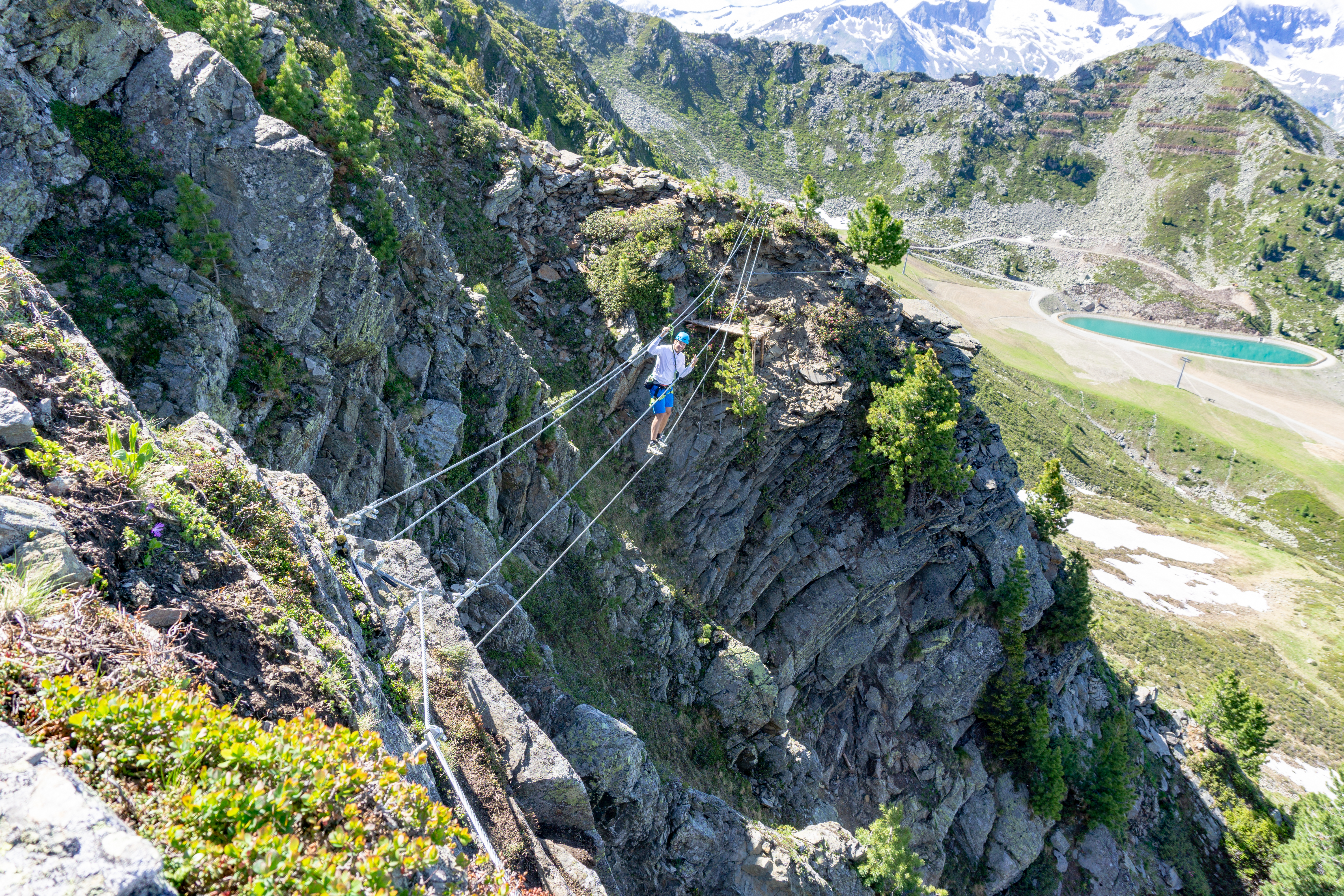
Klettersteig

#### Kinderklettersteig Speikboden
Der Kinderklettersteig am Speikboden ist speziell für Kinder zwischen 6 und 12 Jahren konzipiert. Unter dem Motto „Piraten“ können die Kleinen bei kindergerechten Routen das Klettern erlernen.
- Schwierigkeit: A (leicht)
- Start/Ziel: Station Speikboden Alm auf 2000 m, erreichbar mit der Kabinenbahn Speikboden
- Zustieg: 50 Höhenmeter, 20 min
- Aufstieg: 70 Höhenmeter, 1 Stunde
- Zeitbedarf insgesamt: mind. 2 Stunden
- Ausrüstung: Klettersteigset, Helm, festes Schuhwerk (Leihausrüstung bei der Station Speikboden Alm erhältlich)

### SkipassverbundSkiworld Ahrntal
Die zwei Skigebiete Speikboden und Klausberg mit den Dorfliften Weißenbach und Rein in Taufers bilden zusammen die Skiworld Ahrntal. Die Skipässe gelten somit an 21 Aufstiegsanlagen mit 74 Pistenkilometern (Meereshöhe: 950 m – 2510 m). Auch in der Sommersaison heißt der Verbund Skiworld Ahrntal. Die Tickets gelten im Sommer bei den geöffneten Anlagen der Gebiete Speikboden und Klausberg.